# 基卡普部落中心 (堪薩斯州)
基卡普部落中心（英語：Kickapoo Tribal Center）為位在美国堪薩斯州布朗縣境內之基卡普印第安保留地的普查规定居民点（CDP）。2010年美國人口普查中該普查规定居民點人口有194人，為該印第安保留地當中人口最多的地區。

## 地理
基卡普部落中心位在布朗縣西南部、基卡普印第安保留地東南部。該普查规定居民点位在霍頓西邊，兩地相距6英里（10）。根據美国人口调查局的資料，該普查规定居民点總面積5.0平方（1.9平方英里），全境為陸地。

## 外部連結
- Kansas Kickapoo Tribe official website